# Popular Mechanics
Popular Mechanics é uma revista norte-americana dedicada à ciência e tecnologia. Sua primeira edição foi publicada em 11 de janeiro de 1902 por H.H. Windsor, sendo que pertence desde a década de 1950 à Hearst Corporation. Existe também uma edição latino-americana da revista em circulação.
Entre as principais concorrentes da Popular Mechanics estão as revistas Popular Science e Wired.

## Prêmios
- 1986: National Magazine Award na categoria Leisure Interest para a Popular Mechanics Woodworking Guide, November 1986.
- 2008: National Magazine Award na categoria Personal Service pela série "Know Your Footprint: Energy, Water and Waste"
- A revista recebeu oito nomeações para o National Magazine Award, incluindo nomeações 2012 nas categorias revista do Ano e Excelência geral.